# 1904 en France
Chronologie de la France
- 1900
- 1901
- 1902
- 1903
- 1904
- 1905
- 1906
- 1907
- 1908

Cette page concerne l'année 1904 du calendrier grégorien.

## Événements
- 5 janvier : Alexandre Millerand est exclu du parti socialiste pour ses prises de position contre le désarmement[1].

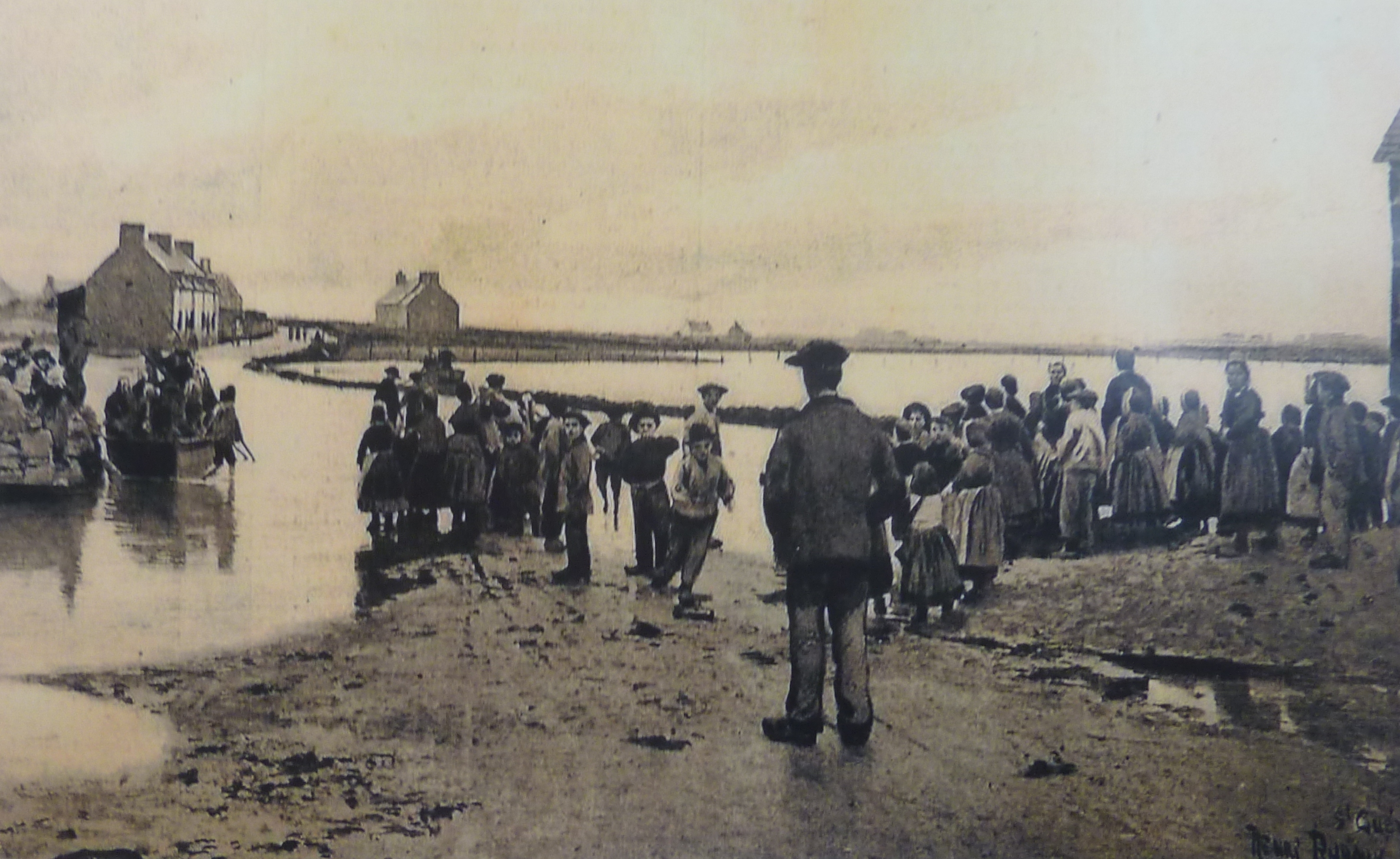
Saint-Guénolé-Penmarch : le raz de marée de la nuit du 1er février- 1904- au 2 février 1904.

- 2-3 février : une tempête provoque des submersions sur la Bretagne, la Manche et le Sud de l’Angleterre[2].
- 13 février : convention de frontières franco-siamoise[3].
- 20-21 février : IIIe Congrès national des Cercles d'études à Lyon[4]. Création à sa suite des semaines sociales de France, à l'initiative du Lyonnais Marius Gonin et du lillois Adéodat Boissard[5].
- 24 février : mise à l'eau à Toulon du sous-marin l'Aigrette, premier submersible au monde à être équipé d'un moteur Diesel[6].

- 28 mars : la Chambre vote la loi relative à la suppression de l’enseignement congréganiste[7].

- 1er avril : la durée du temps de travail des mineurs de moins de dix-huit ans, des femmes et des hommes travaillant dans des ateliers mixtes est réduite à 10 heures par jour en application de la loi du 30 mars 1900[8].

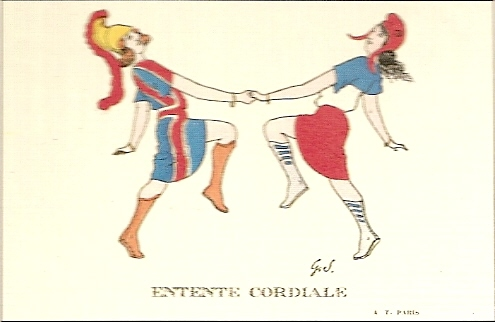
Carte postale célébrant l’Entente cordiale.

- 8 avril : le Royaume-Uni et la France concluent un accord d’Entente cordiale sur leurs sphères d’influence respectives en Afrique du Nord et en Asie. Elle met fin à la tension entre les deux pays en Égypte[9]. Les nationalistes perdent le soutien français.
- 16 avril : rencontre au puits de Timiaouine du colonel Laperrine et du capitaine Théveniaut, première jonction entre les troupes françaises d’Afrique du Nord et celles d’Afrique Noire[10]. Les deux officiers conviennent de faire passer la frontière méridionale de l’Algérie entre le lieu de leur rencontre et le puits d’In-Ouzel, situé au nord-est.
- 18 avril : à Paris, parution du premier numéro de L'Humanité, sous la direction de Jean Jaurès[11].

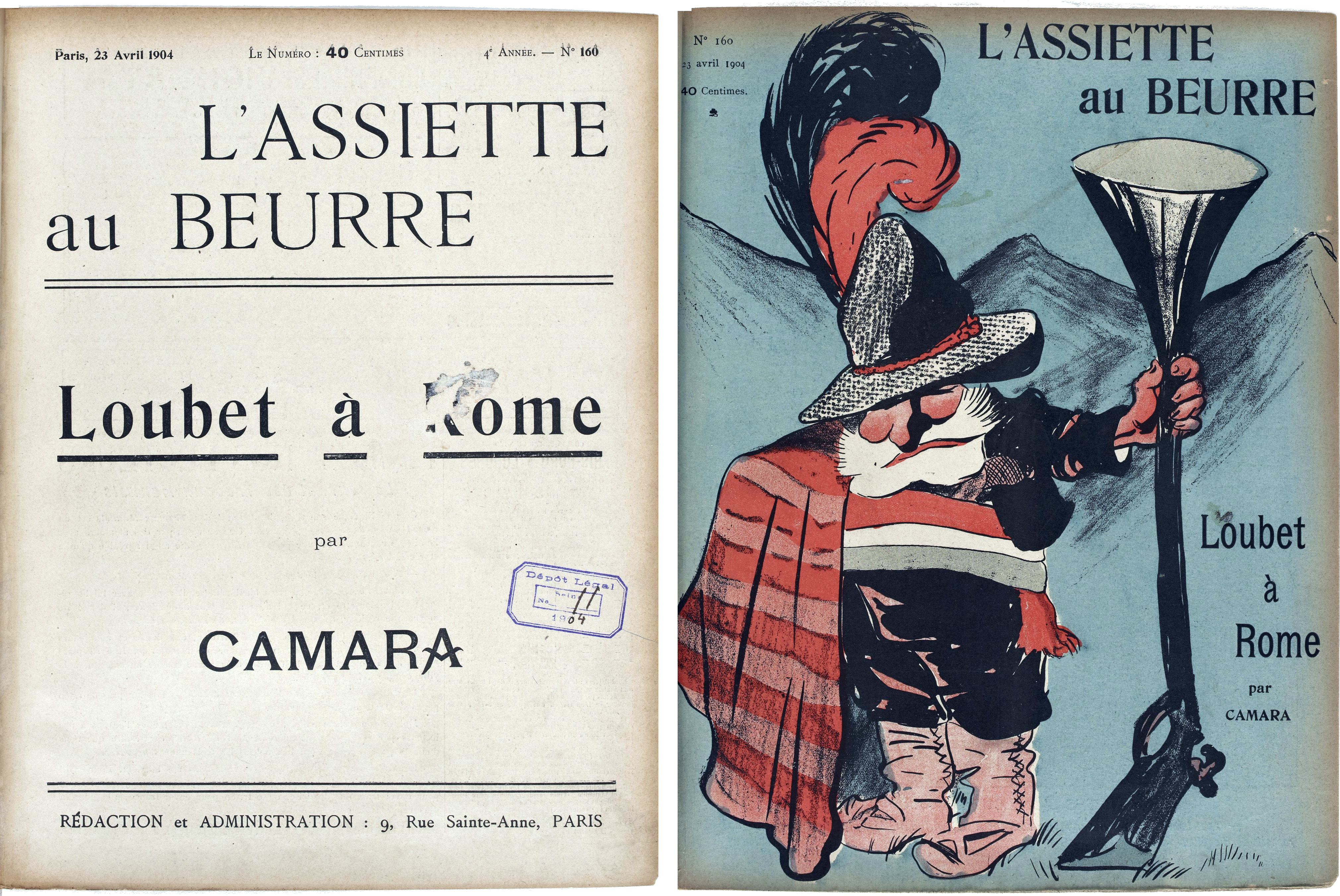
Loubet à Rome. L'Assiette au beurre n°160.

- 24-28 avril : visite officielle du président français Émile Loubet à Rome. Le 4 mai, le Vatican proteste en raison de la politique anticléricale du gouvernement français[12].

- 1er-8 mai : élections municipales[13].
- 21-23 mai : création à Paris de la FIFA (Fédération internationale de football)[14].

- 2 juin : Alfred Amour Garnier dépose au tribunal de Blois la formule d'une lotion capillaire à base de plantes[15].
- 7 juin : inondation de la ville de Mamers dans la Sarthe faisant dix-sept morts[16].
- 27 juin : les Rothschild dotent une fondation pour construire des logements sociaux pour les ouvriers[17].

- 7 juillet : la loi interdisant l'enseignement aux congrégations religieuses est promulguée[18].
- 9 juillet : fondation du Gymnaste Club Nice[19].

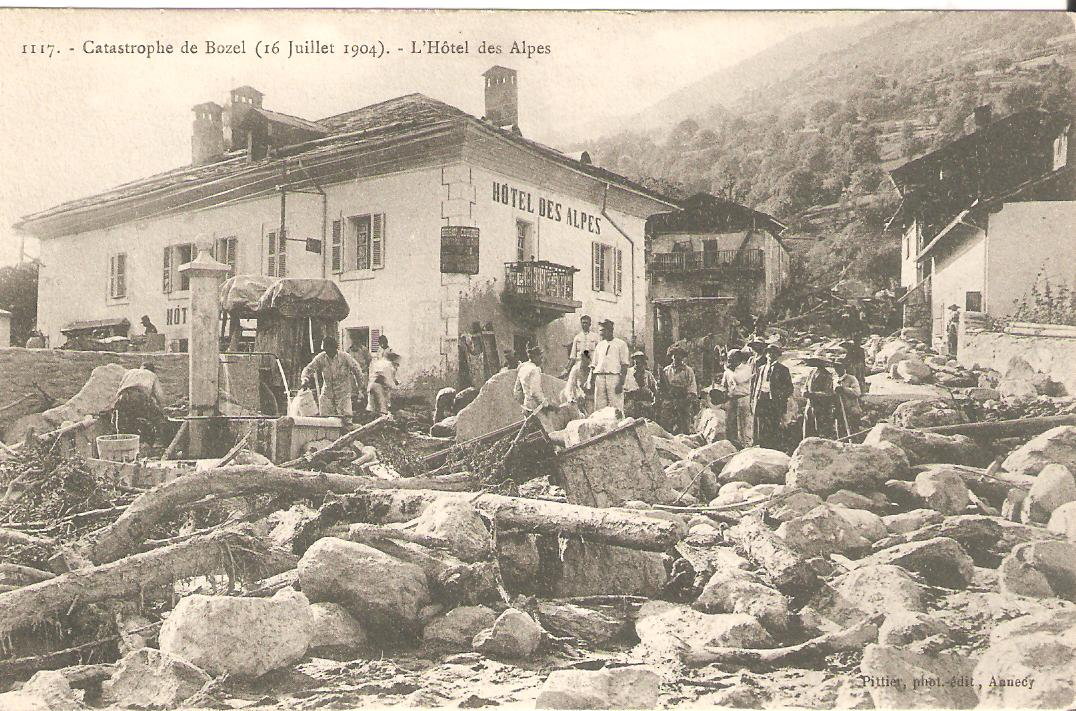
La catastrophe de Bozel.

- 16 juillet : catastrophe de Bozel en Savoie ; un ruisseau, le Bonrieu, transformé en torrent par un violent orage, détruit vingt maisons du village et fait onze morts[20],[16].
- 17-19 juillet : canicule exceptionnelle ; les températures atteignent 37 à 39° en Région parisienne, dans la Nièvre, le Centre et les Pays de la Loire, et jusqu’à 43° à Montpellier[16].
- 30 juillet : la France rompt ses relations diplomatiques avec le Vatican et rappelle son ambassadeur[11]. (À l'origine la loi française de séparation de l'Église et de l'État a échaudé le Vatican. Puis Émile Combes, Président du Conseil des Ministres, prétend vouloir nommer les évêques français, sans solliciter le Vatican. Plus tard, le Pape Pie X refuse de recevoir le président Émile Loubet. Enfin, le Vatican rappelle deux évêques français « républicains », pour un entretien sans en informer la France.)

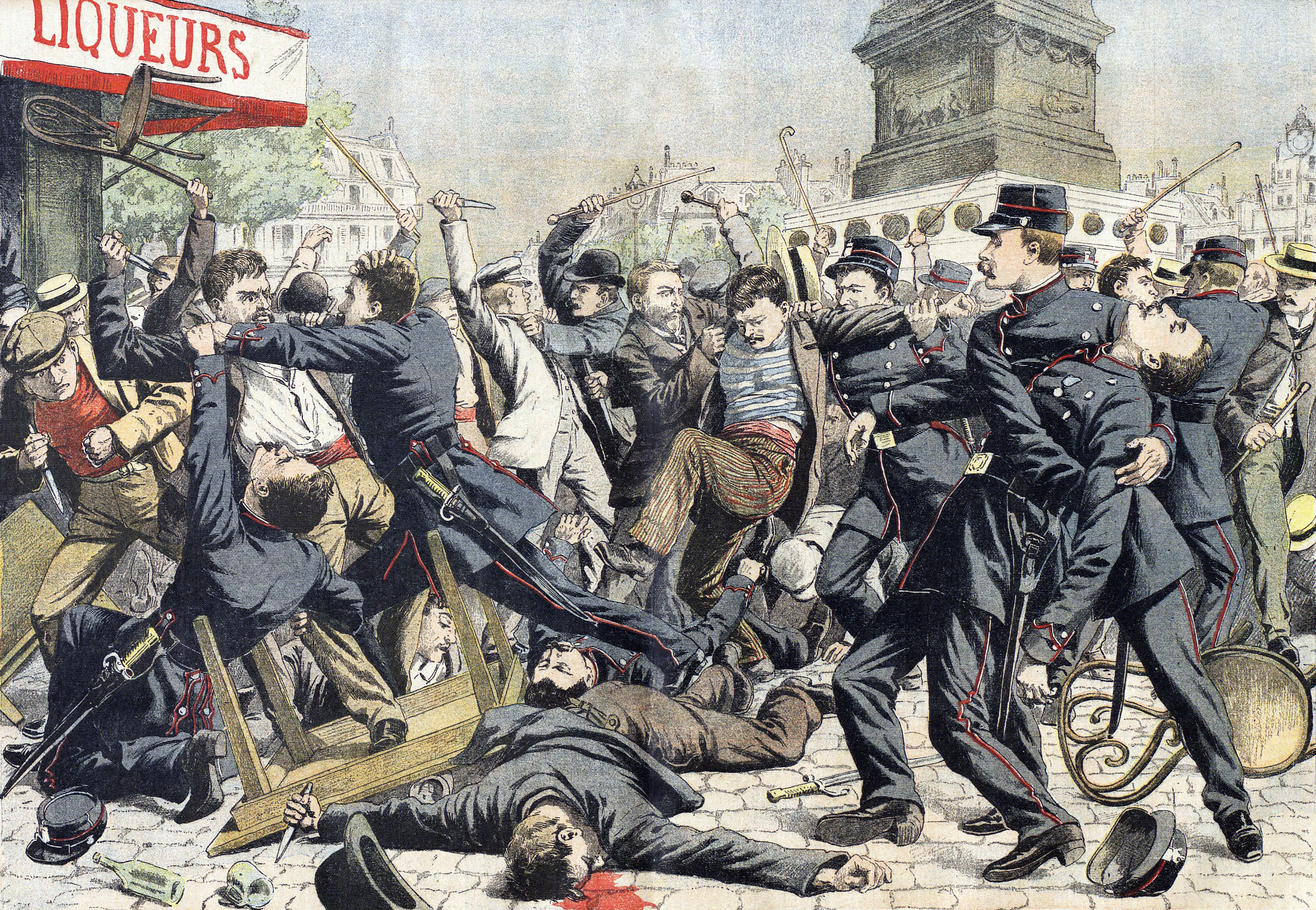
Apaches combattant la police sur la place de la Bastille.
Supplément illustré du Petit Journal, 14 août 1904.

- 7 août : le ballon captif de la porte Maillot, emporté par la tempête, fait une chute de 4 000 mètres, sans faire de victime[16].

- 12 - 17 septembre : congrès de Bourges de la Confédération générale du travail, qui revendique la journée de huit heures et le repos hebdomadaire[21].

- 3 octobre : la France et l’Espagne parviennent à un accord secret sur le partage de leur influence au Maroc[22].

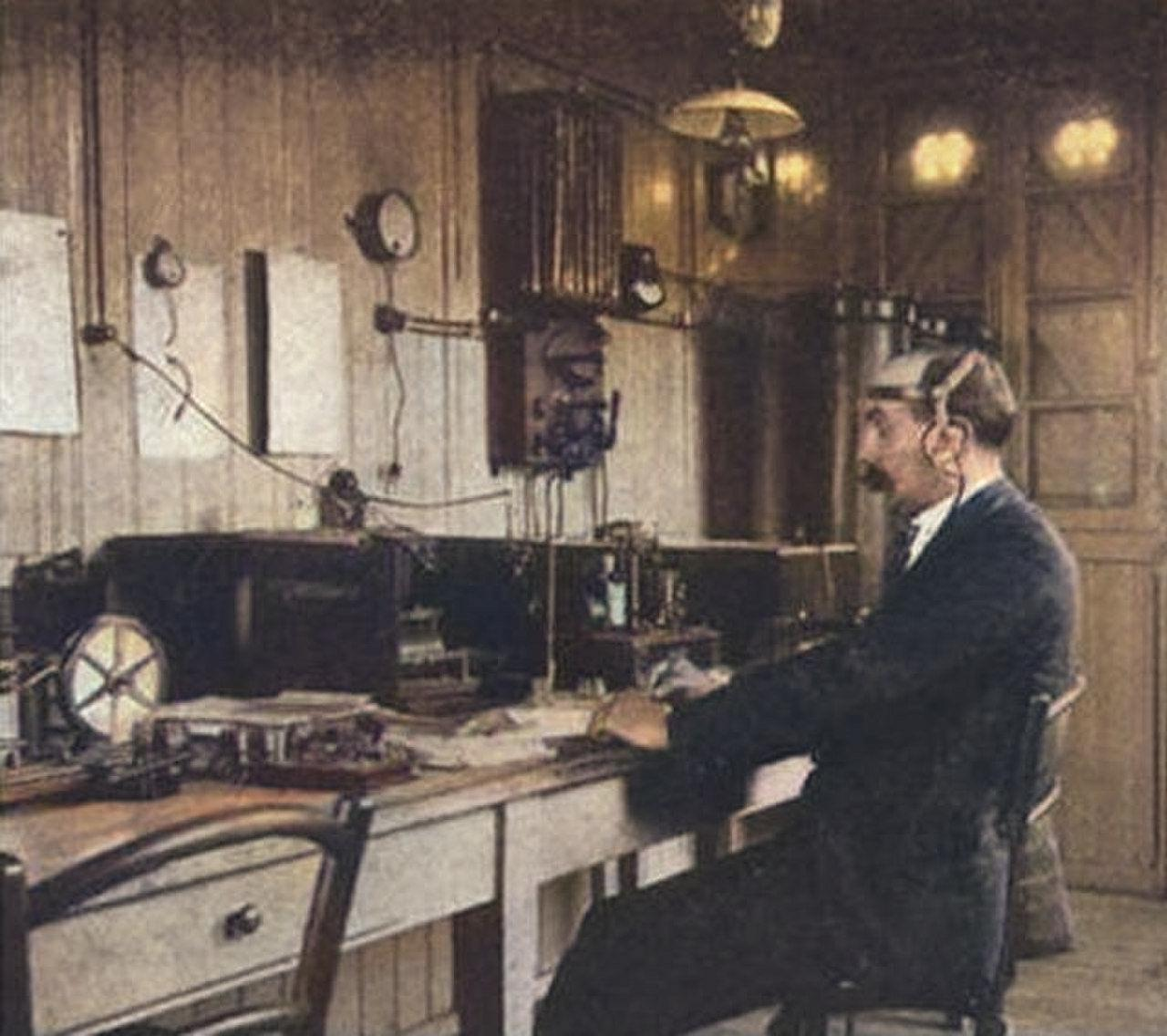
Ouessant TSF en 1904.

- 7 octobre : arrêté du ministère du Commerce de l'Industrie et des Postes et Télégraphes créant la station de TSF Ouessant[23]. Après avoir déménagé dans plusieurs lieux de l'île, la station créé par Camille Tissot, indicatif FFU (station Française Fixe de Ushant), est la première station française marine de TSF opérationnelle en liaison avec une flotte de 80 paquebots sur la fréquence marine de 500 kHz. Détruite en 1944 par fait de guerre, Ouessant TSF n'est pas reconstruite.
- 18 octobre : décret instituant la colonie du Haut-Sénégal-Niger, comprenant le territoire militaire de Zinder[24].

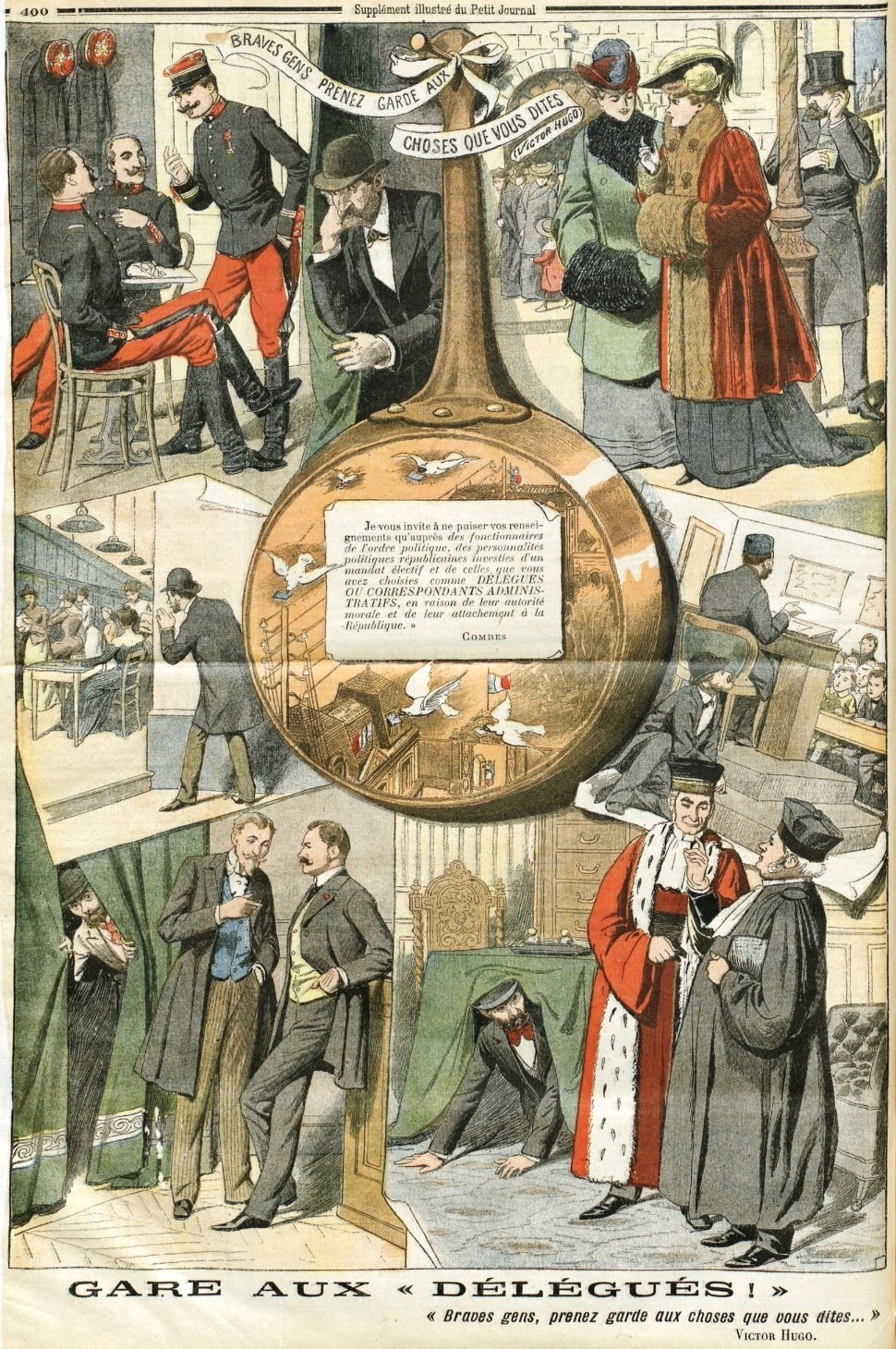
Gare aux délégués !. Illustration à propos de l'affaire des fiches. Le Petit Journal illustré, 11 décembre 1904.

- 28 octobre : début de l'affaire des fiches. Le ministre de la guerre Louis-Joseph André établit des fiches sur les officiers ayant des pratiques religieuses et les fait étudier par les Francs-Maçons. Le Figaro révèle l'affaire et le ministre est contraint de démissionner[11].

- 1er novembre : départ de Marseille de l’expédition de René de Segonzac au Maroc ; elle quitte Mogador le 24 décembre vers Demnate et la vallée de la Moulouya à la jonction du massif du Moyen et du Haut Atlas ; fait prisonnier pendant 40 jours par les Berbères, Segonzac regagne Marrakech en avril 1905. Il est accompagné de Louis Gentil et Paul Lemoine, géologues de la Sorbonne, de René de Flotte de Roquevaire, chef du Service cartographique d'Algérie, de Saïd Boulifa et Abdelaziz Zenagui, interprètes[25].
- 4 novembre, affaire des fiches : au cours d'une séance tumultueuse à la Chambre, Louis-Joseph André est giflé par le député nationaliste Syveton[11].
- 8 novembre : mise à l'eau à Toulon du sous-marin la Cigogne[6].
- 15 novembre : démission du ministre de la guerre Louis-Joseph André[11].
- 21 novembre : le système de l'indigénat est introduit en Afrique-Occidentale française[26].

- 2 décembre : les capitaines français Aguttes et Prokos se heurtent à des pillards Oulad Djerrir à une cinquantaine de kilomètres de Tombouctou. Ils les mettent en déroute mais ne peuvent pas les poursuivre, faute de posséder suffisamment de méharis[27].
- 7 décembre : forte tempête et pluies diluviennes dans le nord du pays[16].

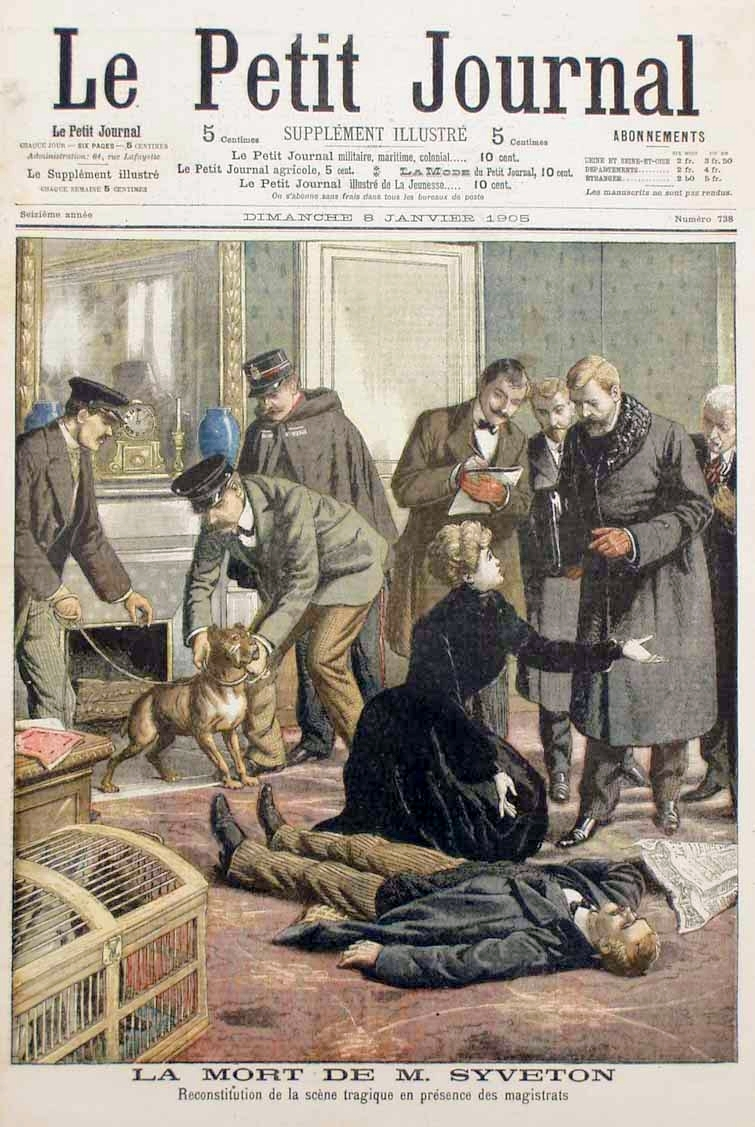
La mort de M. Syveton. Reconstitution de la scène en présence des magistrats. Le Petit Journal du 5 janvier 1905

- 8 décembre :  Syveton est retrouvé mort à son domicile de Neuilly-sur-Seine, asphyxié par les gaz provenant de sa cheminée. La police conclu au suicide[11].